# العلاقات اليونانية الشمال مقدونية
العلاقات اليونانية الشمال مقدونية هي العلاقات الثنائية التي تجمع بين اليونان وشمال مقدونيا.

## مقارنة بين البلدين
هذه مقارنة عامة ومرجعية للدولتين:
| وجه المقارنة                                              | اليونان                                                                             | شمال مقدونيا                                               |
| --------------------------------------------------------- | ----------------------------------------------------------------------------------- | ---------------------------------------------------------- |
| المساحة (كم2)                                             | 131.96 ألف                                                                          | 25.71 ألف                                                  |
| عدد السكان (نسمة)                                         | 10.76 مليون                                                                         | 2.08 مليون                                                 |
| الكثافة السكانية (ن./كم²)                                 | 81.54                                                                               | 80.9                                                       |
| العاصمة                                                   | أثينا، نافبليو                                                                      | إسكوبية                                                    |
| اللغة الرسمية                                             | لغة يونانية، اليونانية الديموطيقية ‏                                                 | اللغة المقدونية، اللغة الألبانية                           |
| العملة                                                    | يورو، دراخما، فينيكس يوناني ‏                                                        | دينار مقدوني                                               |
| الناتج المحلي الإجمالي (بليون دولار)                      | 200.29 مليار                                                                        | 11.34 مليار                                                |
| الناتج المحلي الإجمالي (تعادل القوة الشرائية) بليون دولار | 285.45 مليار                                                                        | 29.26 مليار                                                |
| الناتج المحلي الإجمالي الاسمي للفرد دولار أمريكي          | 18.00 ألف                                                                           | 4.85 ألف                                                   |
| الناتج المحلي الإجمالي للفرد دولار أمريكي                 | 26.85 ألف                                                                           | 16.25 ألف                                                  |
| مؤشر التنمية البشرية                                      | 0.865                                                                               | 0.747                                                      |
| رمز المكالمات الدولي                                      | +30                                                                                 | +389                                                       |
| رمز الإنترنت                                              | .gr                                                                                 | .mk                                                        |
| المنطقة الزمنية                                           | توقيت شرق أوروبا، ت ع م+02:00، ت ع م+03:00، توقيت شرق أوروبا الصيفي ‏، أوروبا/أثينا ‏ | توقيت وسط أوروبا، ت ع م+01:00، ت ع م+02:00، أوروبا/سكوبيه ‏ |

## مدن متوأمة
في ما يلي قائمة باتفاقيات التوأمة بين مدن يونانية وشمال مقدونية:
- ترتبط إذيسا مع بيتولا باتفاقية توأمة.
- ترتبط باتراس مع أوخريد باتفاقية توأمة منذ 10 سبتمبر 2013.[17][17][17][17]

## منظمات دولية مشتركة
يشترك البلدان في عضوية مجموعة من المنظمات الدولية، منها:
| علم المنظمة | اسم المنظمة                               | تاريخ انضمام اليونان | تاريخ انضمام شمال مقدونيا |
| ----------- | ----------------------------------------- | -------------------- | ------------------------- |
|             | مؤسسة التنمية الدولية                     | 9 يناير 1962         | 25 فبراير 1993            |
|             | يونسكو                                    | 4 نوفمبر 1946        | 28 يونيو 1993             |
|             | وكالة ضمان الاستثمار متعدد الأطراف        | 30 أغسطس 1993        | 19 مارس 1993              |
|             | مجلس أوروبا                               | 9 أغسطس 1949         | ?                         |
|             | الأمم المتحدة                             | 25 أكتوبر 1945       | 8 أبريل 1993              |
|             | الاتحاد البريدي العالمي                   | ?                    | ?                         |
|             | البنك الدولي للإنشاء والتعمير             | 27 ديسمبر 1945       | 25 فبراير 1993            |
|             | الاتحاد الدولي للاتصالات                  | 1866                 | 4 مايو 1993               |
|             | منظمة حظر الأسلحة الكيميائية              | ?                    | ?                         |
|             | مؤسسة التمويل الدولية                     | 26 سبتمبر 1957       | 25 فبراير 1993            |
|             | المنظمة الأوروبية لسلامة الملاحة الجوية   | 1988                 | 1998                      |
|             | المركز الدولي لتسوية المنازعات الاستشارية | 21 مايو 1969         | 26 نوفمبر 1998            |
|             | منظمة التجارة العالمية                    | 1995                 | ?                         |
|             | منظمة الشرطة الجنائية الدولية             | ?                    | ?                         |
|             | منظمة الأمن والتعاون في أوروبا            | 25 يونيو 1973        | 12 أكتوبر 1995            |

## وصلات خارجية
- موقع وزارة الخارجية اليونانية